# Ryszard Malewski
Ryszard Andrzej Malewski (ur. 3 września 1935 w Warszawie) – polski inżynier elektrotechnik i przedsiębiorca, profesor doktor habilitowany nauk technicznych, specjalista w zakresie techniki wysokich napięć. W 1958 uzyskał patent kapitana żeglugi wielkiej, w 1970 wyemigrował do Kanady. Autor autobiografii 60 lat pracy pod Wysokim Napięciem (2018).

## Życiorys
W latach 1948–1952 uczęszczał do VI Liceum Ogólnokształcącego im. Tadeusza Reytana w Warszawie, w którym uzyskał maturę (1952). W latach 1952–1958 studiował na Wydziale Elektrycznym Politechniki Warszawskiej (dyplom inżyniera 1956, tytuł zawodowy magistra 1958, specjalność elektrotechnika). W 1967 uzyskał stopień naukowy doktora nauk technicznych w Instytucie Elektrotechniki na podstawie rozprawy Boczniki do pomiaru stromych prądów udarowych, a w 1993 habilitował się na Wydziale Elektrycznym Politechniki Warszawskiej na podstawie pracy Metody cyfrowe pomiarów i diagnozowania w technice wysokich napięć. 30 lipca 1996 otrzymał tytuł profesora nauk technicznych.
W latach 1959–1962 pracował jako asystent w Katedrze Wysokich Napięć Politechniki Warszawskiej, w latach 1962–1970 w Zakładzie Wysokich Napięć Instytutu Elektrotechniki. W 1970 wyemigrował do Kanady, gdzie został pracownikiem naukowym Hydro-Québec Research Institute (IREQ) w Varennes w pobliżu Montrealu, a następnie kierownikiem działu prób i pomiarów w Laboratorium Wysokich Napięć IREQ. Pracował jako nauczyciel akademicki na Politechnice w Montrealu i na Uniwersytecie w Waterloo. W 1980 został wybrany na członka (Fellow) Instytutu Inżynierów Elektryków i Elektroników (ang. Institute of Electrical and Electronics Engineers, IEEE). W 1983 otrzymał wraz z trzema współautorami nagrodę IEEE W.R.G. Baker Prize Paper Award za artykuł Elimination of the Skin Effect Error in Heavy-Current Shunts opublikowany  w „IEEE Transactions on Power Apparatus and Systems” (March 1981). W 1990 zrezygnował z pracy w Hydro-Québec i założył własną firmę konsultingową Malewski Electric Inc. w Montrealu, świadczącą usługi dla ośrodków badawczych, przemysłu i energetyki w USA, Kanadzie i innych krajach świata, również w Polsce. W latach 1989–2004 przewodniczący Grupy Roboczej „Próby i pomiary wysokonapięciowe” (ang. High Voltage Test Techniques) międzynarodowego stowarzyszenia CIGRÉ (fr. Conseil International des Grands Réseaux Électriques). 
Od 1957 do 1988 inwigilowany, rozpracowywany i szykanowany przez Służbę Bezpieczeństwa PRL (m.in. kilkakrotne odmowy wydania paszportu w latach 1960–1970).

## Życie prywatne
Miłośnik żeglarstwa i narciarstwa. Ok. 1970 zawarł związek małżeński z Wandą z d. Lutosławską (później Malewską, ur. 1940), asystentką na Politechnice Warszawskiej, i miał z nią córkę Małgorzatę Malewską (ur. 1975).